# Fotbal na Marshallových ostrovech
Marshallovy ostrovy jsou jedním z osmi suverénních států, které nejsou členy FIFA, ostrovy nejsou ani členy OFC.

## Historie
V roce 2020 vznikla fotbalová asociace Marshallových ostrovů. Technický ředitel asociace je Lloyd Owers z Anglie.
Marshallovy ostrovy jsou posledním státem bez fotbalové reprezentace, která by neodehrála zápas. V létě 2025 by však měla odehrát několik zápasů na Outrigger Cupu, turnaji pořádaném ve městě Springdale v USA. Odehraje zápasy proti Guamu, Americkým Panenským ostrovům a Turks a Caicos.
Ve městě Majuro se staví stadion s kapacitou 2000 diváků.